# 民主联邦南斯拉夫
民主联邦南斯拉夫是存在于1943年—1945年的南斯拉夫临时政权。
二战期间，南斯拉夫反法西斯人民解放委员会在1943年11月29日举行的第二次会议上宣布成立南斯拉夫人民解放委员会。不久，该政权在德黑兰会议上得到同盟国承认。1944年2月17日，该政权正式采用国名“民主联邦南斯拉夫”；6月16日，南斯拉夫反法西斯人民解放委员会与南斯拉夫流亡政府签订《维斯条约》；10月20日，納粹德國失去南斯拉夫首都贝尔格莱德的控制權；11月2日，约瑟普·布罗兹·铁托任联合政府总理。1945年3月7日，民主联邦南斯拉夫临时政府成立；4月底，納粹德國失去南斯拉夫全国的控制權；10月24日，南斯拉夫加入联合国；11月11日，举行议会选举，南斯拉夫共产党领导的南斯拉夫人民阵线取得压倒性胜利；11月29日，废除君主制，成立南斯拉夫联邦人民共和国。

## 行政区划
民主联邦南斯拉夫由6个成员国组成：

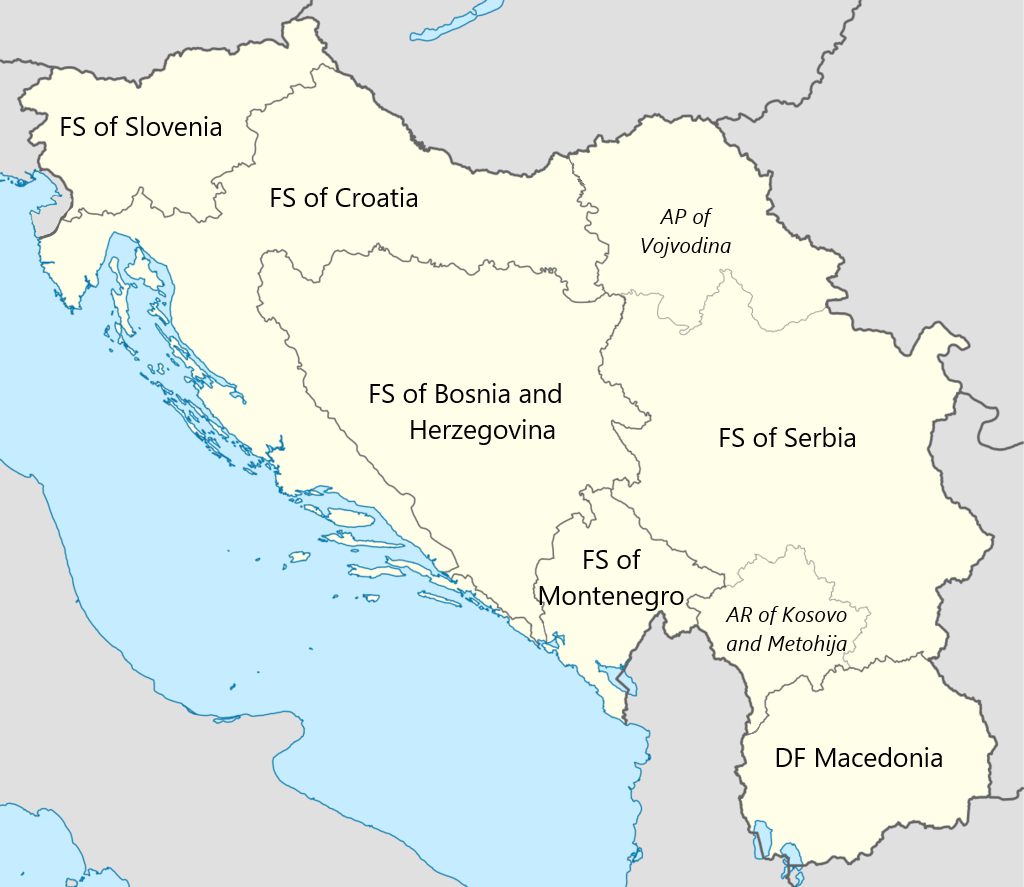
1945年，民主联邦南斯拉夫行政区划

- 塞尔维亚联邦
  - 伏伊伏丁那自治省
  - 科索沃和梅托希亚自治区
- 克罗地亚联邦
- 波斯尼亚和黑塞哥维那联邦
- 斯洛文尼亚联邦
- 黑山联邦
- 马其顿联邦